# 정영식 (정치인)
정영식(鄭永植, 1952년 2월 26일 ~ )은 대한민국의 제9대 전라남도의원이고, 제2·5대 전라남도 순천시의원이었다.

## 학력
- 순천매산고등학교 졸업
- 순천농업전문대학 졸업
- 광주대학교 경영학과 졸업
- 광주대학교 대학원 경영학과 졸업

## 경력
- 민주당 전남도당 농수산부장
- 새정치국민회의 전남도당 순천시 지구당 조직부장
- 1995.07 ~ 1998.06 제2대 전라남도 순천시의회 의원
- 1995.07 ~ 1996.12 제2대 전라남도 순천시의회 전반기 내무위원회 위원
- 1996.11 ~ 1996.11 제2대 전라남도 순천시의회 시내버스운행체계개선을위한조사특별위원회 위원
- 1995.07 ~ 1996.12 제2대 전라남도 순천시의회 전반기 예산결산특별위원회 위원
- 1997.01 ~ 1998.06 제2대 전라남도 순천시의회 후반기 내무위원회 위원
- 1997.01 ~ 1998.06 제2대 전라남도 순천시의회 후반기 예산결산특별위원회 위원
- 1997.07 ~ 1997.08 제2대 전라남도 순천시의회 건설현장조사특별위원회 위원
- 순천농협 이사
- 순천시 국제화 추진위원
- 순천 YMCA 감사
- 부영초등학교 운영위원장
- 연향중학교 운영위원장
- 매산여자고등학교 육성회장
- 순천 중앙 신용협동조합 부이사장
- 재순 광주대학교 동문회장
- 국제 와이즈맨 순천 봉화클럽회장
- 순천시 농민회 자문위원
- 재순 별량 향우회 회장
- 민주평화통일자문회의 자문위원
- 전남방송 이사
- 순천매산고등학교 총동창회 부회장
- 순천대학교 총동창회 이사
- 광주대학교 총동창회 부회장
- 순천교도소 교정위원
- 순천별량중앙교회 장로
- 2006.07 ~ 2010.02 제5대 전라남도 순천시의회 의원
- 2006.07 ~ 2006.12 제5대 전라남도 순천시의회 전반기 내무위원회 위원
- 2007.01 ~ 2008.07 제5대 전라남도 순천시의회 전반기 행정자치위원회 위원
- 2006.07 ~ 2008.07 제5대 전라남도 순천시의회 전반기 예산결산특별위원회 위원
- 2008.07 ~ 2010.02 제5대 전라남도 순천시의회 후반기 도시건설위원회 위원
- 민주당 전남도당 순천시 지역위원회 부위원장
- 2010.07 ~ 2014.06 제9대 전라남도의회 의원
- 2010.07 ~ 2012.07 제9대 전라남도의회 전반기 농수산환경위원회 위원
- 2010.10 ~ 2012.02 제9대 전라남도의회 2012여수세계박람회지원특별위원회 위원
- 2012.07 ~ 2014.04 제9대 전라남도의회 후반기 기획사회위원회 위원
- 2012.07 ~ 2014.04 제9대 전라남도의회 후반기 예산결산특별위원회 위원
- 2014.04 ~ 2014.06 제9대 전라남도의회 후반기 부의장

## 수상
- 순천시 시민단체 최우수 의원상 수상

## 역대 선거 결과
|  | 41.03% |

|  | 45.91% |

|  | 13.34% |

|  | 50.27% |